# Wout Faes
Wout Felix Lina Faes (* 3. April 1998 in Mol, Belgien) ist ein belgischer Fußballspieler. Der Innenverteidiger steht bei Leicester City unter Vertrag und spielt für die belgische Nationalmannschaft.

## Karriere

### RSC Anderlecht
Im Sommer 2012 wechselte Faes von Lierse SK in die Jugendakademie des RSC Anderlecht. Dort unterschrieb er, trotz des Interesses der Premier-League-Klubs FC Chelsea und Manchester United, im Jahr 2016 seinen ersten Profivertrag und trainierte ab der Saison 2015/2016 regelmäßig mit der ersten Mannschaft. Einen Monat nach dem Gewinn der Bronzemedaille bei der FIFA-U-17-Weltmeisterschaft mit Belgien verlängerte er seinen Vertrag bei Anderlecht.
Für die Rückrunde der Saison 2016/17 wurde Faes an den SC Heerenveen ausgeliehen, bei welchen er am 1. April 2017 sein Profi-Debüt gab. In den Folgespielen konnte er sich als Stammspieler etablieren, bevor er im Sommer wieder zu Anderlecht zurückkehrte.
Dort wurde er von Trainer René Weiler degradiert und in die C-Mannschaft versetzt. Am 12. Juli 2017 wechselte Faes, erneut auf Leihbasis, zu  Excelsior Rotterdam. Im Laufe der Saison 2017/18 absolvierte er 19 Erstligaspiele in der Eredivisie.

### KV Ostende
Im Sommer 2018 verließ Faes Anderlecht endgültig und unterschrieb einen Dreijahresvertrag beim belgischen Erstligisten KV Ostende. Dort konnte er sich schnell als Stammspieler in der Innenverteidigung etablieren und verpasste bis zum Saisonende nur fünf Ligaspiele.
Auch in der Folgesaison war er gesetzt und führte den Klub regelmäßig als Kapitän auf den Platz. Am 31. Januar 2020 wurde er schließlich an den französischen Erstligisten Stade Reims verkauft, verblieb jedoch zunächst auf Leihbasis bei Ostende, da sich der Verein noch im Abstiegskampf befand.

### Stade Reims
Nachdem Faes zu Beginn der Saison 2020/21 offiziell zu Stade Reims wechselte, gab er am 23. August 2020 sein Debüt in der Ligue 1, bei einem 2:2-Unentschieden gegen AS Monaco. Am 1. November erzielte er sein erstes Tor beim 2:1-Heimsieg gegen Straßburg. Bis zum Ende der Saison absolvierte er 35 Ligaspiele und erzielte zwei Tore. Nachdem er in der neuen Saison drei von fünf möglichen Ligaspielen für Reims bestritten hatte, wechselte er Anfang September 2022 zu englischen Erstligisten Leicester City und unterschrieb dort einen Vertrag mit einer Laufzeit von fünf Jahren.

### Leicester City
Sein Debüt für Leicester gab er am 17. September bei einer 2:6-Niederlage gegen Tottenham Hotspur. Am 30. Dezember 2022 unterliefen Faes beim 1:2 gegen den FC Liverpool zwei Eigentore – er wurde damit der vierte Spieler in der Geschichte der Premier League, dem dieses Missgeschick in einem Spiel unterlief.
Sein erstes reguläres Tor für Leicester erzielte Faes am 28. Mai 2023 beim 2:1-Sieg gegen West Ham United am letzten Spieltag der Saison. Trotz des Sieges stieg Leicester in die Championship ab, da Konkurrent Everton parallel mit 1:0 gegen Bournemouth gewann. In der Folgesaison gelang als Zweitligameister aber der sofortige Wiederaufstieg.

## Nationalmannschaft
Im November 2021 wurde Faes für die Qualifikationsspiele zur Weltmeisterschaft 2022 gegen Estland und Wales erstmals in den belgischen Kader berufen, blieb jedoch ohne Einsatz.
Am 8. Juni 2022 gab er beim 6:1-Sieg gegen Polen in der Nations League in der 85. Minute sein Länderspieldebüt für Belgien.
Bei der Weltmeisterschaft 2022 gehörte er zum belgischen Kader, wurde aber nicht eingesetzt. In der Qualifikation für die EM 2024 wurde er in allen acht Spielen eingesetzt und qualifizierte sich mit den Roten Teufeln ungeschlagen für die EM-Endrunde, für die er am 28. Mai 2024 nominiert wurde.

## Statistiken

### Verein
- Stand: 16. Juni 2025[26]

| Verein                      | Saison  | Liga             | Liga   | Liga | Nationaler Pokal | Nationaler Pokal | Kontinental | Kontinental | Andere | Andere | Gesamt | Gesamt |
| Verein                      | Saison  | Liga             | Spiele | Tore | Spiele           | Tore             | Spiele      | Tore        | Spiele | Tore   | Spiele | Tore   |
| --------------------------- | ------- | ---------------- | ------ | ---- | ---------------- | ---------------- | ----------- | ----------- | ------ | ------ | ------ | ------ |
| SC Heerenveen (Leihe)       | 2016/17 | Eredivisie       | 7      | 0    | 0                | 0                | —           | —           | 1      | 0      | 8      | 0      |
| Excelsior Rotterdam (Leihe) | 2017/18 | Eredivisie       | 19     | 0    | 1                | 0                | —           | —           | 0      | 0      | 20     | 0      |
| KV Ostende                  | 2018/19 | Division 1A      | 26     | 1    | 5                | 1                | —           | —           | 9      | 0      | 40     | 2      |
| KV Ostende                  | 2019/20 | Division 1A      | 22     | 0    | 2                | 0                | —           | —           | 0      | 0      | 24     | 0      |
| KV Ostende                  | Gesamt  | Gesamt           | 48     | 1    | 7                | 1                | 0           | 0           | 9      | 0      | 64     | 2      |
| KV Ostende (Leihe)          | 2019/20 | Division 1A      | 6      | 0    | 0                | 0                | —           | —           | 0      | 0      | 6      | 0      |
| Stade Reims                 | 2020/21 | Ligue 1          | 33     | 1    | 0                | 0                | 2           | 0           | 0      | 0      | 35     | 1      |
| Stade Reims                 | 2021/22 | Ligue 1          | 37     | 4    | 2                | 0                | —           | —           | 0      | 0      | 39     | 4      |
| Stade Reims                 | 2022/23 | Ligue 1          | 3      | 0    | 0                | 0                | —           | —           | 0      | 0      | 3      | 0      |
| Stade Reims                 | Gesamt  | Gesamt           | 73     | 5    | 2                | 0                | 2           | 0           | 0      | 0      | 77     | 5      |
| Leicester City              | 2022/23 | Premier League   | 31     | 1    | 2                | 0                | —           | —           | 3      | 0      | 36     | 1      |
| Leicester City              | 2023/24 | EFL Championship | 43     | 2    | 1                | 0                | —           | —           | 2      | 0      | 46     | 2      |
| Leicester City              | 2024/25 | Premier League   | 34     | 1    | 2                | 1                | —           | —           | 1      | 0      | 37     | 2      |
| Leicester City              | Gesamt  | Gesamt           | 108    | 4    | 5                | 1                | —           | —           | 6      | 0      | 119    | 5      |
| Gesamt                      | Gesamt  | Gesamt           | 261    | 10   | 15               | 2                | 2           | 0           | 16     | 0      | 294    | 12     |

### Nationalmannschaft
- Stand: 16. Juni 2025[23]

| Nationalmannschaft | Jahr   | Spiele | Tore |
| ------------------ | ------ | ------ | ---- |
| Belgien            | 2022   | 1      | 0    |
| Belgien            | 2023   | 10     | 0    |
| Belgien            | 2024   | 14     | 0    |
| Belgien            | 2025   | 3      | 0    |
| Gesamt             | Gesamt | 28     | 0    |

## Erfolge

### RSC Anderlecht
- Belgischer Meister: 2016/17 (ohne Einsatz)

### Leicester City
- Englischer Zweitligameister 2023/24